# Popperfoto

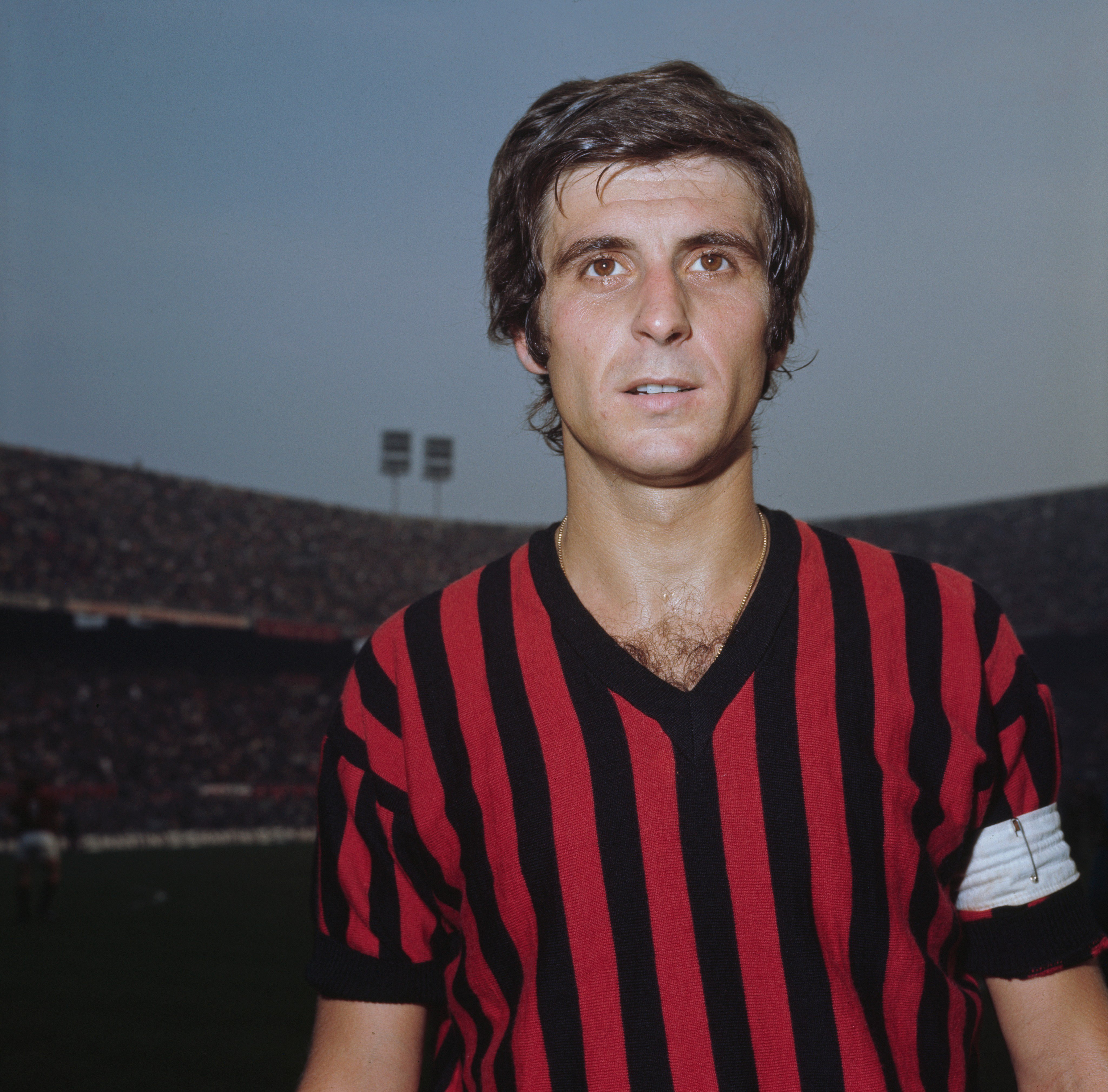
Portrétní fotografie italského fotbalisty Gianniho Rivery z roku 1971, příklad snímku ze sbírky Popperfoto, který se stal volným dílem

Popperfoto je jedním z největších a nejstarších obrazových archivů v Evropě, který vlastní společnost Paul Popper Ltd. Je licencován a prodáván prostřednictvím Getty Images .

## Historie
Popperfoto založil v roce 1934 židovský fotoreportér Paul Popper, který pocházel z České republiky a emigroval z Berlína do Londýna . Archiv obsahuje více než 12 milionů monochromatických fotografií a více než 750 000 barevných fotografií pokrývajících 150 let. Obsah fondu sahá od dokumentace historických událostí přes fotografie osobností z politiky, sportu a zábavy až po sbírky různých témat. Některé z nejdůležitějších snímků ve sbírce zahrnují originální negativy z fotografického záznamu Angličana Herberta Pontinga o antarktické plavbě antarktického průzkumníka Roberta Falcona Scotta v letech 1910–1912, stejně jako barevné fotografie frontových linií v různých oblastech druhé světové války.
Paul Popper Limited je držitelem práv na kolekci Popperfoto. Fotograf Robert John Thomas je současným ředitelem podniku se sídlem v Great Brington, Northampton, Anglie.

## Získání licence společností Getty Images
V roce 2006 vyjednal poskytovatel mediální licence Getty Images marketingovou a licenční kontrolu sbírky, sbírku spravuje od roku 2007.

## Galerie

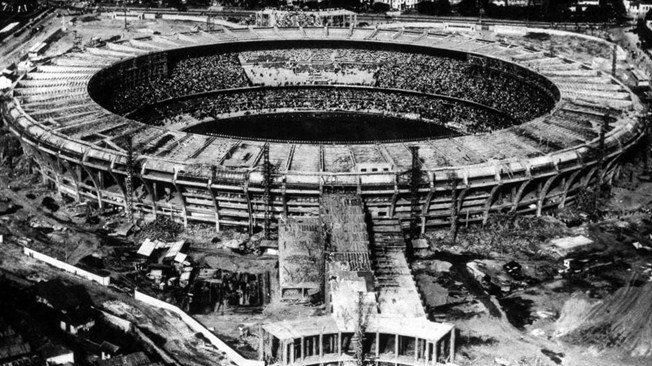
Stadion Estádio do Maracanã, Rio de Janeiro
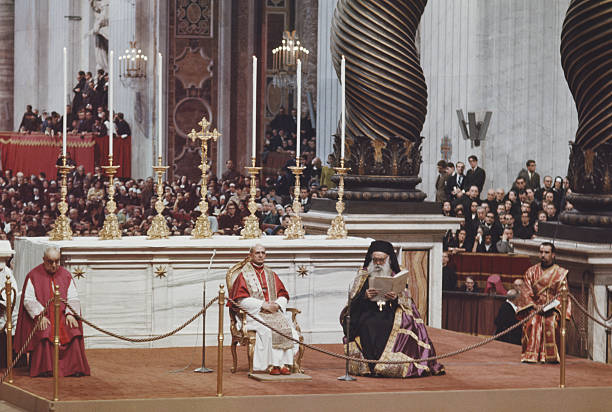
Athenagoras I a papež Pavel VI. v Římě
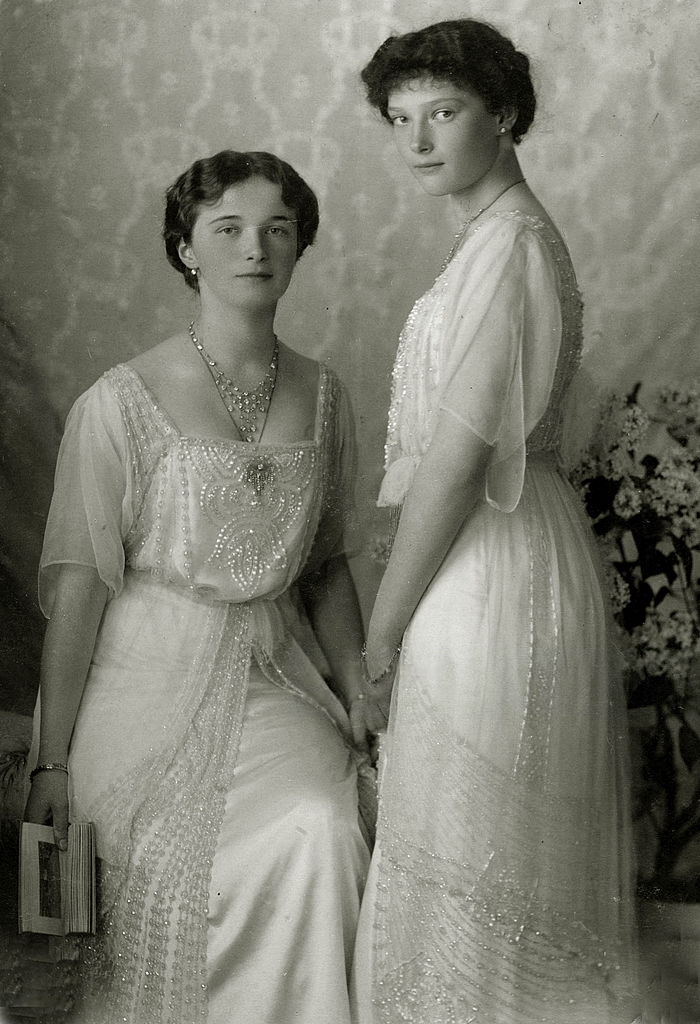
Olga a Tatjana Nikolajevna
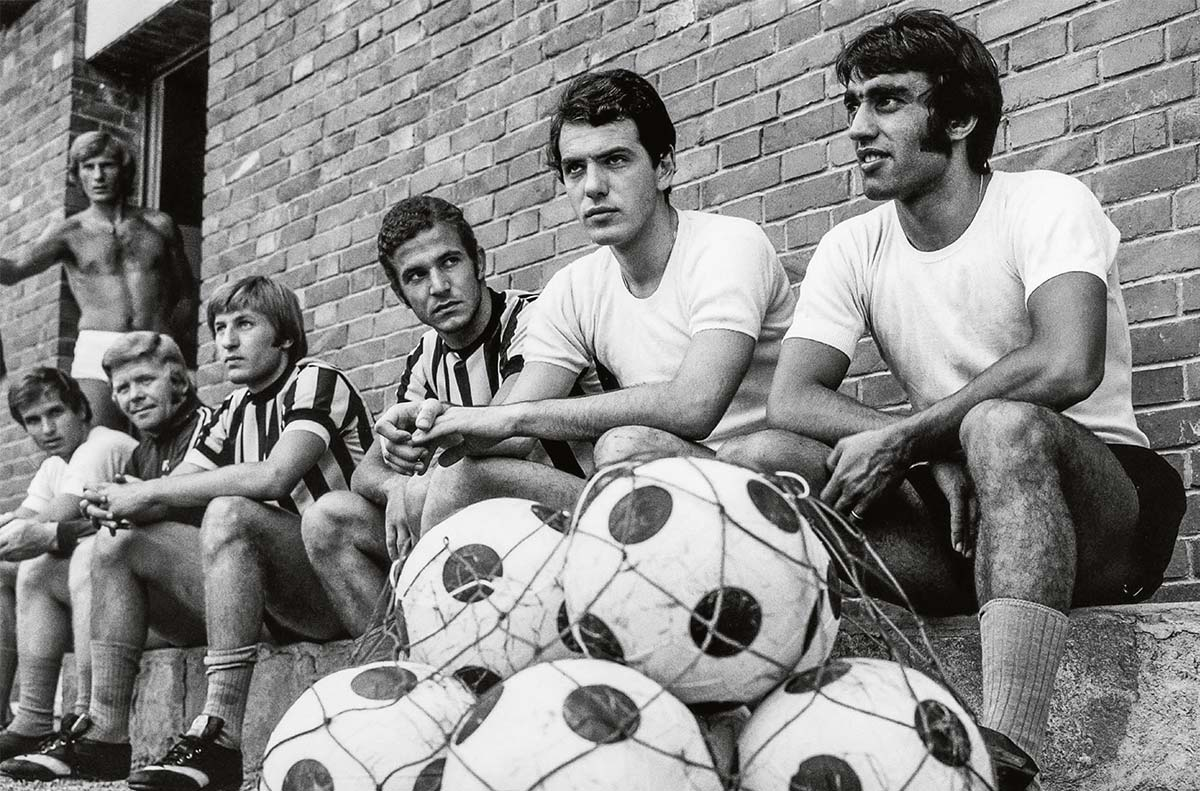
Juventus FC, Villar Perosa, 1971
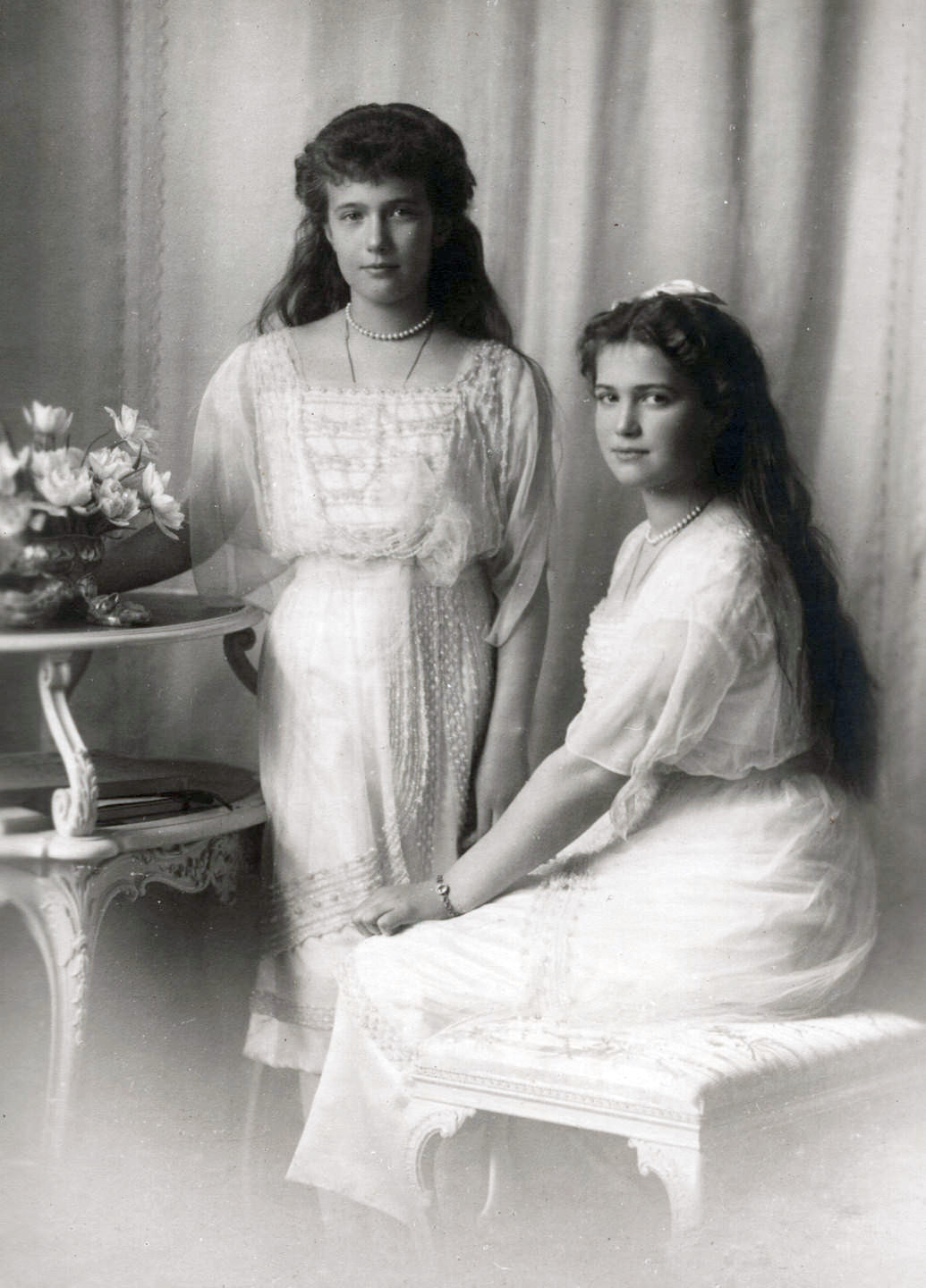
Marie Nikolajevna a Anastázie Nikolajevna
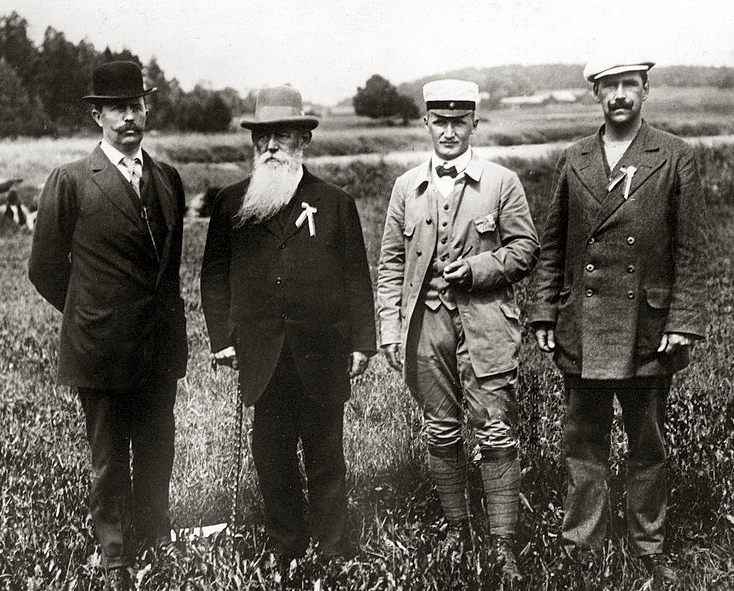
Per-Olof Arvidsson, Oscar Swahn, Åke Lundeberg, Alfred Swahn, 1912
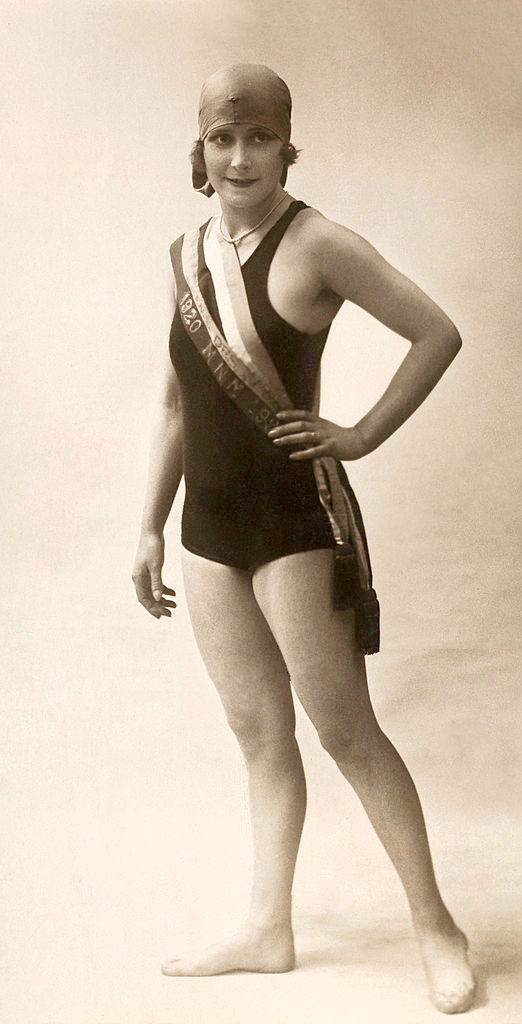
Suzanne Wurtzová, 1920
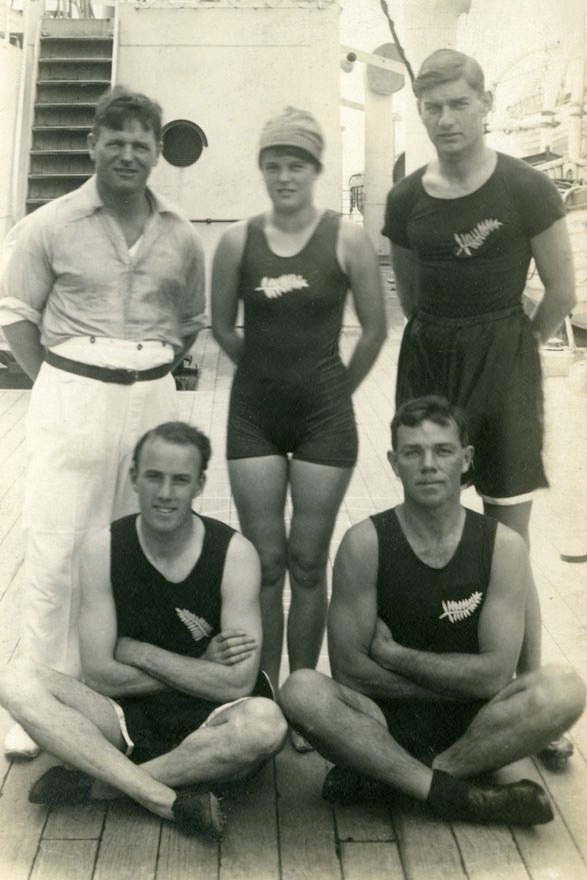
Tui and Violet Walrond, George Davidson, Harry Wilson, Darcy Hadfield, 1920
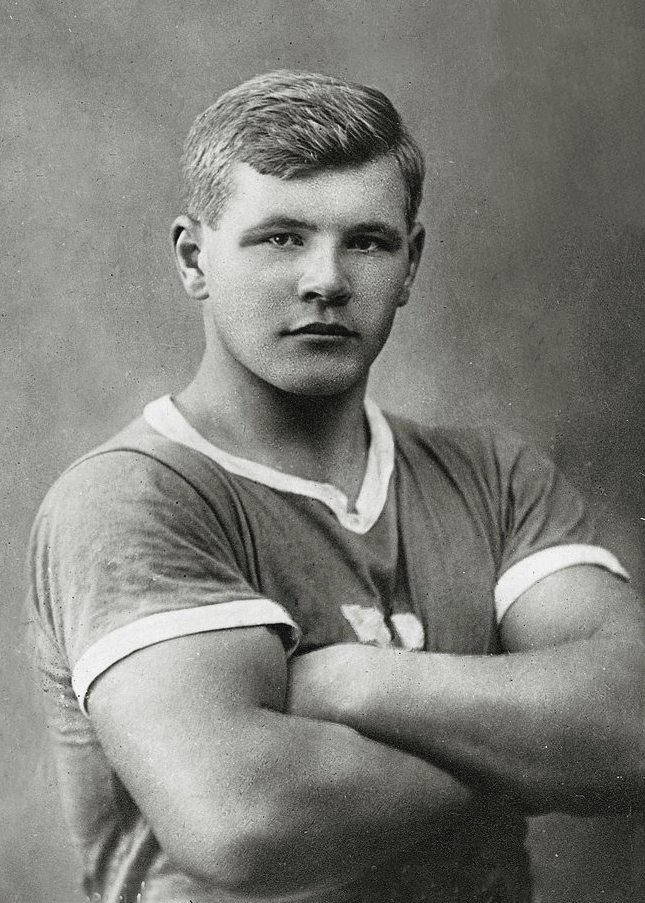
Ville Pörhölä, 1920